# Моларіні
Моларіні (італ. Molarini) — село (італ. curazia) в республіці Сан-Марино. Адміністративно належить до муніципалітету К'єзануова.